# Akephalie
Akephalie (von griechisch ἀκέφαλος aképhalos „ohne Haupt“) bezeichnet in der Politikethnologie die Herrschaftsfreiheit in traditionellen menschlichen Gesellschaften; soziale Entscheidungen werden dabei im gemeinsamen Diskurs gefunden. Nach der Definition des deutschen Ethnologen und Soziologen Christian Sigrist wird eine Gesellschaft, die politisch nicht durch eine Zentralinstanz organisiert ist, akephal genannt. Sigrist spricht dabei auch von regulierter Anarchie. Der deutsche Soziologe Thomas Wagner bezeichnet akephale Gesellschaften als egalitäre Konsensdemokratie.

## Akephale Gesellschaften
Akephale Gesellschaften sind auch egalitäre Gesellschaften, also auf politische und soziale Gleichheit ihrer Mitglieder gerichtet. Es gibt allenfalls Respektspersonen, beispielsweise die Älteren (Arnold Gehlen: „Institution im Einzelfall“). Macht ist demnach nicht dauerhaft an bestimmte Personen oder Institutionen gebunden. Sie wird je nach Erfordernis (beispielsweise Jagdvorhaben, Verteidigung) konsensdemokratisch an geeignete Personen verliehen, die sich durch besondere Fähigkeiten hervorgetan haben. Solche Führungsrollen können nur für Teile der Gesellschaft gelten und sind zeitlich begrenzt. Sie sind nicht mit sanktionellen Herrschaftsrechten ausgestattet (beispielsweise Gewaltmonopol, Rechtsprechung oder Abgaben). Dennoch wurden auch solche temporären Anführer seit der Kolonialzeit undifferenziert als „Häuptling“ bezeichnet.
Akephal sind insbesondere Jäger-und-Sammler-Gemeinschaften (Wildbeuter), die in sozialen Horden organisiert sind (Hordengesellschaft). Ihre geringe Gruppengröße, die engen Beziehungen der Mitglieder untereinander und die geringe Bedeutung von persönlichem Besitz und Eigentum mindern soziale Unterschiede und verhindern die Machtkonzentration auf Einzelne. Schließen sich mehrere Horden zusammen, bilden sie einen Stamm und schließlich eine Stammesgesellschaft. Während der Ethnologe Morton Fried dabei bereits von einer „Ranggesellschaft“ spricht, betrachten andere Autoren diese ebenfalls als akephale Gesellschaft.
Die lokalen Gemeinschaften der australischen Aborigines sind akephal organisiert: Jede Person hat die gleiche Chance, sich Wissen anzueignen, das später dazu führen kann, ein anerkannter „Ältester“ zu werden. Die Ältesten besitzen relativ viel Autorität, denn sie haben noch heute das „letzte Wort“ bei allen Entscheidungen, die die ganze Gruppe betreffen. Machtbefugnisse und Erzwingungsgewalt haben sie jedoch nicht.
Akephale Kulturen sind überdies die „kältesten“ Kulturen nach Claude Lévi-Strauss, da sie (ohne äußere Einflüsse) bestrebt sind, ihre Lebensweise möglichst unverändert zu bewahren.

## Kritik
Kritiker merken an, dass die Kategorisierung einer Gesellschaft als „akephal“ lediglich über das Nichtvorhandensein von Staatlichkeit Auskunft gebe, jedoch keine Aussagen über die vorhandenen politischen Organisationsformen mache. So markiere eine solche Bezeichnung nur eine ungenaue Andersartigkeit, ohne etwas über die tatsächlichen politischen Systeme der als akephal bezeichneten Gesellschaften auszusagen (siehe Eurozentrismus).